# Кагызманский округ
Кагызманский округ — административная единица в составе Карсской области, существовавшая в 1878—1918 годах. Центр — местечко Кагызман.

## История

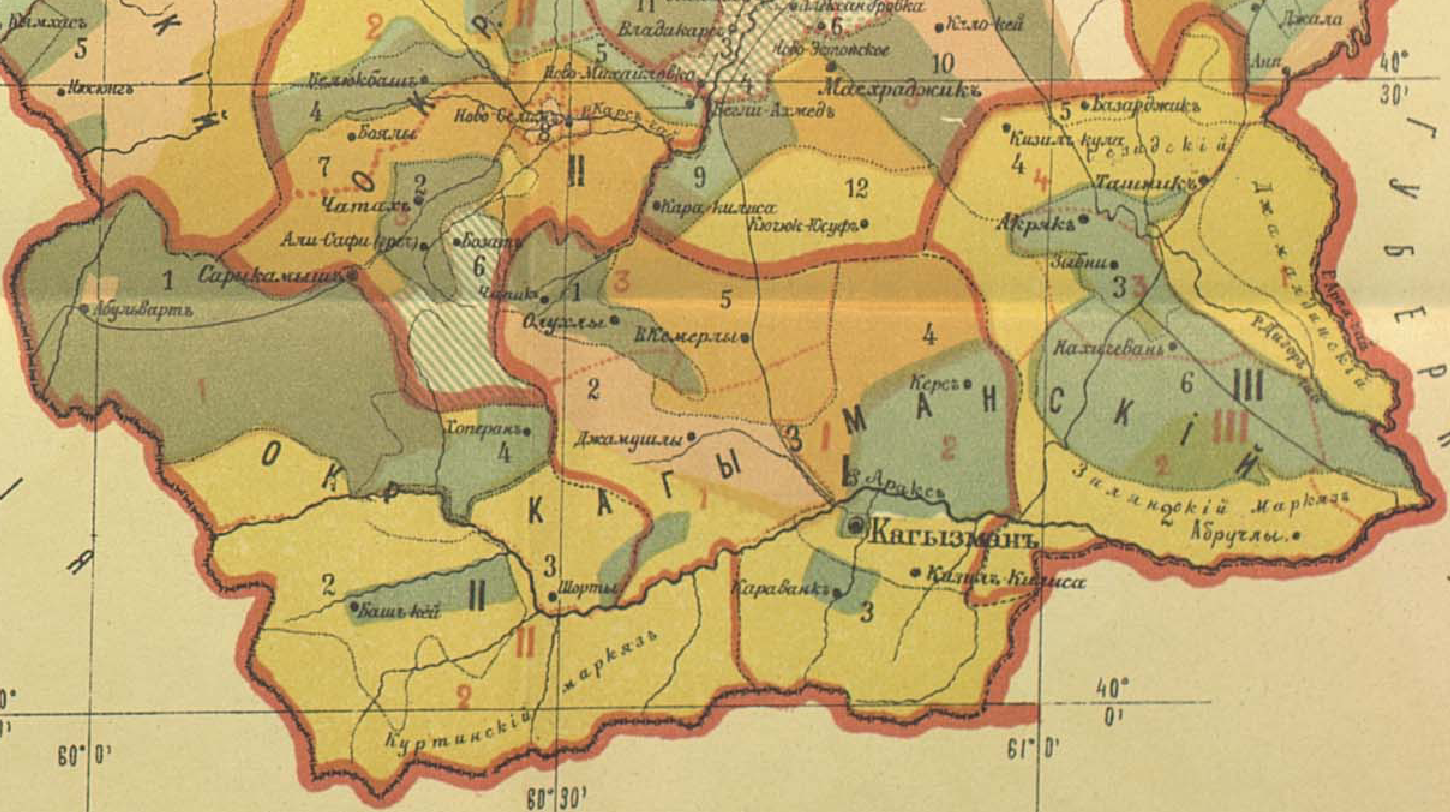
Кагызманский округ

Кагызманский округ в составе Карской области Российской империи был образован в 1878 году. В 1881 году границы округа были изменены. В 1920 году Кагызманский округ, как и вся Карсская область, отошёл к Турции.

## Население
По данным первой всеобщей переписи населения 1897 года в округе проживало 59 230 человек. В том числе, чел.:
- армяне — 21 648 (36,55 %),
- курды (совместно с езидами) — 17 733 (29,94 %),
- греки — 7 245 (12,23 %),
- турки — 5 172 (8,73 %),
- славяне (в основном великорусы (русские), а также малорусы (украинцы), белорусы) — 4 085 (6,90 %),
- поляки — 895 (1,51) %,
- татары (азербайджанцы)[Комм. 1]— 867 (1,46 %),
- туркмены — 659 (1,11 %),
- евреи — 270 (0,46 %),
- литовцы — 236 (0,40 %),
- немцы —  99 (0,17 %),
- персы —  70 (0,12 %),
- грузины —  61 (0,1 %),
- аварцы и даргинцы — 31 (0,05 %),
- эстонцы — 31 (0,05 %),
- осетины —  10 (0,02 %),
- карапапахи — 2 (<0,01 %),
- представителей остальных народностей — 116 (0,2 %).

В Кагызмане проживало 10 518 чел.
Согласно Кавказскому календарю на 1915 г., население к 1914 году составляло 80 818 чел., из них, чел.: 
- армяне — 32 577 (40,31 %),
- курды — 20 405 (25,25 %),
- езиды — 5 630 (6,97 %),
- турки — 4 619 (5,72 %),
- русские — 686 (0,85 %),
- грузины — 15 (0,02 %),
- евреи — 4 (<0.01 %)
- и др.[3]

## Административное деление
Округ делился на участки, а те на сельские округа. В 1914 году в округе было 3 участка и 11 сельских округов:
- Кагызманский участок (центр — местечко Кагызман)
  - Джамушлинский с.о.
  - Кагызманский с.о.
  - Кизил-Кулисинский с.о.
  - Ново-Николаевский с.о.
  - Опухлинский с.о.
- Нахачиванский участок (центр — село Дигор)
  - Джамалдинский с.о.
  - Дигорский с.о.
  - Езидский с.о.
  - Зиланский с.о.
- Хоросанский участок (центр — село Каракурт)
  - Башкейский с.о.
  - Каракуртский с.о.